# Copa do Chile de Futebol de 2019
A Copa do Chile de 2019 (oficialmente conhecida como Copa Chile MTS 2019 por conta do patrocínio) é a 40ª edição dessa competição chilena de futebol organizada pela Federação de Futebol do Chile (FFC) e administrada pela Asociación Nacional de Fútbol Profesional de Chile (ANFP), que começou no dia 23 de março e terá seu término no dia 15 de dezembro. O Palestino que é o atual campeão, foi eliminado da competição pelo Santiago Morning na segunda rodada.

## Regulamento
A Copa Chile MTS se iniciou no dia 23 de março e tem término previsto para o dia 15 de dezembro. São seis fases, todos no sistema "mata-mata": com exceção da primeira fase que será em jogos únicos, todas as demais fases (segunda fase, oitavas de final, quartas de final, semifinal e final) terão jogos de ida e volta; o campeão se classificará para a Copa Libertadores da América de 2020 e a Supercopa do Chile de 2020.
Em caso de empate no placar agregado (ou no jogo único), a decisão da vaga irá para os pênaltis. Nesta edição, poderemos ter pela primeira vez o uso da tecnologia do árbitro assistente de vídeo (VAR) a partir das fases finais.

## Times classificados
A competição será disputada por 48 (quarenta e oito) equipes: 16 (dezesseis) da Primeira Divisão, 16 da Segunda Divisão, 11 (onze) da Terceira Divisão e 5 (cinco) convidados da Quarta Divisão.
| - Audax Italiano            |
| - Cobresal                  |
| - Colo-Colo                 |
| - Coquimbo Unido            |
| - Curicó Unido              |
| - Deportes Antofagasta      |
| - Deportes Iquique          |
| - Everton                   |
| - Huachipato                |
| - O'Higgins                 |
| - Palestino                 |
| - Unión Española            |
| - Unión La Calera           |
| - Universidad Católica      |
| - Universidad de Chile      |
| - Universidad de Concepción |

| - Barnechea             |
| - Cobreloa              |
| - Deportes Copiapó      |
| - Deportes La Serena    |
| - Deportes Melipilla    |
| - Deportes Puerto Montt |
| - Deportes Santa Cruz   |
| - Deportes Temuco       |
| - Deportes Valdivia     |
| - Magallanes            |
| - Ñublense              |
| - Rangers               |
| - San Luis              |
| - Santiago Morning      |
| - Santiago Wanderers    |
| - Unión San Felipe      |

| - Colchagua                 |
| - Deportes Colina           |
| - Deportes Recoleta         |
| - Deportes Vallenar         |
| - Fernández Vial            |
| - General Velásquez         |
| - Iberia                    |
| - Independiente (Cauquenes) |
| - Lautaro de Buin           |
| - San Antonio Unido         |
| - San Marcos de Arica       |

| - Deportes Concepción |
| - Deportes Rengo      |
| - Pilmahue            |
| - Provincial Osorno   |
| - Trasandino          |

## Calendário
| Fase             | Sorteio             | Ida                          | Volta                               |
| ---------------- | ------------------- | ---------------------------- | ----------------------------------- |
| Primeira Fase    | 14 de março de 2019 | 23–24 de março de 2019       | 23–24 de março de 2019              |
| Segunda Fase     | 8 de maio de 2019   | 30 de maio – 9 de junho 2019 | 5 de junho – 10 de julho de 2019    |
| Oitavas de final | 14 de junho de 2019 | 13–16 de julho de 2019       | 20 de julho – 4 de setembro de 2019 |
| Quartas de final | 14 de junho de 2019 | 7–8 de setembro de 2019      | 11–12 de outubro de 2019            |
| Semifinais       | 14 de junho de 2019 | A definir                    | A definir                           |
| Finais           | 14 de junho de 2019 | A definir                    | A definir                           |

## Fases iniciais

### Primeira fase
Os jogos da primeira fase foi anunciada pela ANFP em 14 de março de 2019. As 16 (dezesseis) equipes da Segunda Divisão (Primera B) foram chaveadas contra os 11 (onze) clubes da Terceira Divisão (Segunda División), além dos 5 (cinco) da Quarta Divisão (Tercera División A da ANFA), levando em conta critérios geográficos. Os jogos foram disputados no final de semana de 23 e 24 de março de 2019. Os 16 classificados avançaram para a segunda fase, onde enfrentarão os clubes da Primeira Divisão.
| 23 de março de 2019 | Deportes Colina | 1 – 3     | Santiago Morning                        | Lo Barnechea, Santiago                                        |  |
| 17:30               | - Julio 49'     | Relatório | - 7' Contreras - 59' Gatica - 63' Reyes | Estádio: Municipal de Lo Barnechea Árbitro: Cristian Droguett |  |

| 23 de março de 2019 | Deportes Rengo             | 2 – 3     | Barnechea                                        | Rengo                                                              |  |
| 17:30               | - Rojas 55' - González 69' | Relatório | - 46' Arriagada - 53' Díaz - 74' (pen.) Luttecke | Estádio: Municipal Guillermo Guzmán Díaz Árbitro: Nicolás Zamorano |  |

| 23 de março de 2019             | Trasandino | 0 – 0 (4–1 pen.)              | San Luis | Los Andes                                               |  |
| 17:30                           |            | Relatório                     |          | Estádio: Regional de Los Andes Árbitro: Claudio Cevasco |  |
|                                 |            | Penalidades                   |          |                                                         |  |
| - Pino - Fariña - Arias - Novoa |            | - Parada - Sandoval - Escobar |          |                                                         |  |

| 23 de março de 2019 | San Antonio Unido | 1 – 2     | Deportes La Serena      | Cartagena                                            |  |
| 17:30               | - Díaz 8'         | Relatório | - 24' Bayk - 41' Rivera | Estádio: Municipal de Cartagena Árbitro: Felipe Jara |  |

| 23 de março de 2019 | Iberia     | 1 – 2     | Ñublense                       | Los Ángeles                                               |  |
| 18:00               | - Díaz 71' | Relatório | - 31' Escalante - 75' Valdivia | Estádio: Municipal de Los Ángeles Árbitro: Fernando Vejar |  |

| 23 de março de 2019 | Deportes Vallenar  | 2 – 1     | Deportes Copiapó | Vallenar                                                |  |
| 18:00               | - Córdova 58', 72' | Relatório | - 81' Puchetta   | Estádio: Municipal Nelson Rojas Árbitro: Nicolás Medina |  |

| 23 de março de 2019                           | Fernández Vial            | 2 – 2 (2–3 pen.)                               | Deportes Temuco             | Concepción                                 |  |
| 20:00                                         | - Vásquez 4' - Ortega 78' | Relatório                                      | - 42' Taiva - 90+2' Requena | Estádio: Ester Roa Árbitro: Nicolás Gamboa |  |
|                                               |                           | Penalidades                                    |                             |                                            |  |
| - Parry - Salas - Valle - Vásquez - Navarrete |                           | - Aros - Domínguez - Castro - Taiva - Espinoza |                             |                                            |  |

| 24 de março de 2019 | Provincial Osorno    | 1 – 3     | Deportes Puerto Montt                        | Valdivia                                           |  |
| 12:00               | - Lecaros 51' (pen.) | Relatório | - 15' Rebolledo - 45' Barroilhet - 72' Lemmo | Estádio: Parque Municipal Árbitro: Patricio Blanca |  |

| 24 de março de 2019                                                 | Deportes Recoleta | 0 – 0 (6–7 pen.)                                                            | Unión San Felipe | Recoleta, Santiago                                       |  |
| 17:30                                                               |                   | Relatório                                                                   |                  | Estádio: Municipal de Recoleta Árbitro: Rodrigo Carvajal |  |
|                                                                     |                   | Penalidades                                                                 |                  |                                                          |  |
| - Cuéllar - Pacheco - Moya - Cañete - Ortega - Starikoff - Hincapié |                   | - Caballero - Cortés - Álvarez - Fioravantti - Mesías - Martini - Fernández |                  |                                                          |  |

| 24 de março de 2019 | San Marcos de Arica                     | 3 – 1     | Cobreloa      | Arica                                          |  |
| 17:30               | - Godoy 20' - Vilches 63' (pen.), 90+3' | Relatório | - 79' Mundaca | Estádio: Carlos Dittborn Árbitro: Miguel Araos |  |

| 24 de março de 2019 | Lautaro de Buin | 0 – 3     | Deportes Melipilla                       | San Bernardo                                                |  |
| 17:30               |                 | Relatório | - 31' Sánchez - 62' Sepúlveda - 77' Sosa | Estádio: Municipal Luis Navarro Avilés Árbitro: Diego Vidal |  |

| 24 de março de 2019 | General Velásquez | 1 – 4     | Magallanes                                               | San Vicente                                                  |  |
| 17:30               | - Donadell 67'    | Relatório | - 14' Jones - 49' Huerta - 54' Pinto - 73' (pen.) Becica | Estádio: Municipal Augusto Rodríguez Árbitro: Cristian Galaz |  |

| 24 de março de 2019                              | Colchagua     | 1 – 1 (4–5 pen.)                                   | Deportes Santa Cruz | San Fernando                                           |  |
| 17:30                                            | - Riveros 63' | Relatório                                          | - 86' Urquieta      | Estádio: Municipal Jorge Silva Árbitro: Víctor Abarzúa |  |
|                                                  |               | Penalidades                                        |                     |                                                        |  |
| - Carvajal - Astete - Rubio - Riveros - Martínez |               | - Urquieta - Penroz - Silva - Segovia - Paillaqueo |                     |                                                        |  |

| 24 de março de 2019                   | Independiente (Cauquenes) | 2 – 2 (3–5 pen.)                      | Rangers               | Cauquenes                                              |  |
| 17:30                                 | - Torres 30' - Lara 42'   | Relatório                             | - 6' Ríos - 78' Fritz | Estádio: Miguel Alarcón Osores Árbitro: Manuel Vergara |  |
|                                       |                           | Penalidades                           |                       |                                                        |  |
| - Torres - Aguilar - León - Benavente |                           | - Ríos - Pavez - Arrué - Pezoa - Luna |                       |                                                        |  |

| 24 de março de 2019 | Pilmahue | 0 – 2     | Deportes Valdivia        | Villarrica                                               |  |
| 17:30               |          | Relatório | - 59' Ibáñez - 88' Ojeda | Estádio: Municipal Matías Vidal Árbitro: Cristián Andaur |  |

| 24 de março de 2019 | Deportes Concepción | 1 – 4     | Santiago Wanderers                           | Concepción                            |  |
| 17:30               | - Reyes 59'         | Relatório | - 8', 47' Gutiérrez - 10' Castro - 61' Marín | Estádio: Ester Roa Árbitro: Juan Lara |  |

### Segunda fase
A segunda fase foi disputada por 32 (trinta e duas) equipes: 16 vencedoras da fase anterior contra os 16 clubes da Primeira Divisão (que entram diretamente nesta fase), em jogos de ida e volta. Em caso de empate a vaga será decidida na disputa por pênaltis. O mando de campo dos jogos de volta dos confrontos desta fase será da equipe de divisão superior. Os chaveamentos foram sorteados pela ANFP em 8 de maio de 2019. Os jogos de ida foram disputados de 30 de maio a junho de 2019; e as partidas de volta, de 5 de junho a 10 de julho de 2019.

#### Chave O1
| 30 de maio de 2019 | San Marcos de Arica | 0 – 2     | Deportes Iquique  | Arica                                                |  |
| 21:00              |                     | Relatório | - 11', 72' Donoso | Estádio: Carlos Dittborn Árbitro: Francisco Gilabert |  |

| 5 de junho de 2019 | Deportes Iquique                 | 2 – 0     | San Marcos de Arica | Iquique                                                |  |
| 15:30              | - Donoso 23' (pen.) - Castro 52' | Relatório |                     | Estádio: Municipal de Cavancha Árbitro: Nicolás Gamboa |  |

#### Chave O2
| 9 de junho de 2019 | Deportes Puerto Montt   | 2 – 0     | Colo-Colo | Puerto Montt                                       |  |
| 15:00              | - Souper 4' - Lemmo 54' | Relatório |           | Estádio: Regional de Chinquihue Árbitro: Juan Lara |  |

| 13 de junho de 2019                                       | Colo-Colo                                       | 4 – 2 (5–3 pen.)                     | Deportes Puerto Montt       | Macul, Santiago                                             |  |
| 15:00                                                     | - Mouche 11' - Parraguez 30', 82' - Bolados 84' | Relatório                            | - 2' Bustamante - 17' Lemmo | Estádio: Monumental David Arellano Árbitro: César Deischler |  |
|                                                           |                                                 | Penalidades                          |                             |                                                             |  |
| - Zaldivia - Insaurralde - Provoste - Vilches - Parraguez |                                                 | - Lemmo - Gauna - Barroilhet - Baeza |                             |                                                             |  |

#### Chave O3
| 9 de junho de 2019 | Barnechea    | 1 – 2     | Deportes Antofagasta             | Lo Barnechea, Santiago                                      |  |
| 12:00              | - Urbina 56' | Relatório | - 4' Figueroa - 80' (pen.) Bello | Estádio: Municipal de Lo Barnechea Árbitro: Cristián Andaur |  |

| 13 de junho de 2019                                   | Deportes Antofagasta | 1 – 2 (3–4 pen.)                                             | Barnechea                        | Antofagasta                                                 |  |
| 16:00                                                 | - Bello 36'          | Relatório                                                    | - 58' Arguinarena - 72' Sanhueza | Estádio: Bicentenario Calvo y Bascuñán Árbitro: Felipe Jara |  |
|                                                       |                      | Penalidades                                                  |                                  |                                                             |  |
| - Bello - Figueroa - Flores - Romo - Blanco - Ampuero |                      | - Oyarzo - Arriagada - Rencoret - Ortiz - Díaz - Arguinarena |                                  |                                                             |  |

#### Chave O4
| 8 de junho de 2019 | Trasandino | 0 – 1     | Everton        | Los Andes                                              |  |
| 15:00              |            | Relatório | - 80' Orellana | Estádio: Regional de Los Andes Árbitro: Fernando Vejar |  |

| 6 de julho de 2019 | Everton      | 1 – 0     | Trasandino | Viña del Mar                                |  |
| 19:00              | - Cuevas 55' | Relatório |            | Estádio: Sausalito Árbitro: Christian Rojas |  |

#### Chave O5
| 8 de junho de 2019 | Deportes Santa Cruz              | 3 – 2     | O'Higgins                 | Santa Cruz                                                   |  |
| 18:00              | - Pontigo 7', 52' - González 11' | Relatório | - 71' Muñoz - 90+1' Salas | Estádio: Municipal Joaquín Muñoz García Árbitro: Felipe Jara |  |

| 12 de junho de 2019 | O'Higgins                                        | 4 – 1     | Deportes Santa Cruz | Rancagua                                     |  |
| 19:30               | - Muñoz 20', 43' - Magalhães 49' - Fernández 71' | Relatório | - 88' Collao        | Estádio: El Teniente Árbitro: Nicolás Gamboa |  |

#### Chave O6
| 8 de junho de 2019 | Santiago Wanderers | 1 – 2     | Audax Italiano                | Viña del Mar                               |  |
| 17:30              | - Luna 20'         | Relatório | - 16' Jeraldino - 62' Holgado | Estádio: Sausalito Árbitro: Fabián Aracena |  |

| 11 de junho de 2019 | Audax Italiano                                       | 3 – 1     | Santiago Wanderers | La Florida, Santiago                                     |  |
| 18:00               | - Holgado 13' - Jeraldino 29' (pen.) - Henríquez 86' | Relatório | - 80' Gutiérrez    | Estádio: Bicentenario de La Florida Árbitro: José Cabero |  |

#### Chave O7
| 8 de junho de 2019 | Deportes Melipilla | 0 – 0     | Unión Española | Melipilla                                                           |  |
| 15:30              |                    | Relatório |                | Estádio: Municipal Roberto Bravo Santibáñez Árbitro: Claudio Aranda |  |

| 10 de julho de 2019                               | Unión Española | 0 – 0 (4–3 pen.)                                   | Deportes Melipilla | Independencia, Santiago                         |  |
| 20:00                                             |                | Relatório                                          |                    | Estádio: Santa Laura Árbitro: Cristian Droguett |  |
|                                                   |                | Penalidades                                        |                    |                                                 |  |
| - Dávila - Caballero - Pavez - González - Sánchez |                | - Meneses - Leiva - Sanhueza - Barrera - Sepúlveda |                    |                                                 |  |

#### Chave O8
| 8 de junho de 2019 | Deportes Vallenar | 1 – 0     | Cobresal | Vallenar                                                 |  |
| 16:00              | - Ramírez 22'     | Relatório |          | Estádio: Municipal Nelson Rojas Árbitro: Gustavo Ahumada |  |

| 9 de julho de 2019 | Cobresal                                            | 3 – 0     | Deportes Vallenar | El Salvador                               |  |
| 15:00              | - Muñoz 11' - Gutiérrez 34' - González 90+1' (pen.) | Relatório |                   | Estádio: El Cobre Árbitro: Claudio Aranda |  |

#### Chave O9
| 9 de junho de 2019 | Deportes Temuco         | 2 – 1     | Huachipato             | Temuco                                                   |  |
| 12:30              | - Taiva 1' - Castro 76' | Relatório | - 19' (pen.) Sepúlveda | Estádio: Municipal Germán Becker Árbitro: Nicolás Gamboa |  |

| 7 de julho de 2019 | Huachipato       | 1 – 1     | Deportes Temuco       | Talcahuano                                    |  |
| 12:00              | - Valenzuela 80' | Relatório | - 90+4' (pen.) Castro | Estádio: Estádio CAP Árbitro: Rafael Troncoso |  |

#### Chave O10
| 8 de junho de 2019 | Magallanes | 0 – 2     | Unión La Calera         | San Bernardo                                                    |  |
| 15:30              |            | Relatório | - 36' Bou - 51' Cáceres | Estádio: Municipal Luis Navarro Avilés Árbitro: Rafael Troncoso |  |

| 13 de junho de 2019 | Unión La Calera            | 3 – 2     | Magallanes              | La Calera                                                         |  |
| 17:30               | - Andia 26' - Bou 35', 60' | Relatório | - 12' Vicuña - 43' Leal | Estádio: Municipal Nicolás Chahuán Nazar Árbitro: Patricio Blanca |  |

#### Chave O11
| 8 de junho de 2019 | Rangers | 0 – 2     | Universidad de Chile | Talca                                    |  |
| 15:00              |         | Relatório | - 36', 41' Oroz      | Estádio: Fiscal Árbitro: César Deischler |  |

| 12 de junho de 2019 | Universidad de Chile | 1 – 1     | Rangers   | Ñuñoa, Santiago                                              |  |
| 18:15               | - Henríquez 67'      | Relatório | - 4' Ríos | Estádio: Nacional Julio Martínez Prádanos Árbitro: Juan Lara |  |

#### Chave O12
| 5 de junho de 2019 | Palestino | 0 – 3 Atribuído | Santiago Morning | La Cisterna, Santiago                                  |  |
| 15:30 |           | Relatório       |                  | Estádio: Municipal de La Cisterna Árbitro: José Cabero |  |
| Nota: A ANFP atribuiu o placar de 3 a 0 em favor do Santiago Morning, tudo por conta de uma infração do regulamento do torneio por parte do Palestino, este deveria escalar dois jogadores sub-20 e colocou em campo apenas um. O resultado original foi uma vitória por 4 a 3 para o Palestino. Os gols do Palestino foram anotados por Guerrero aos 29 min do 1º tempo, Tarifeño aos 23 e 24 do segundo tempo e Véjar nos acréscimos da parte final. Ortega descontou três vezes para o Santiago Morning, aos 10 min do 1º tempo, 34 e 40 min do segundo tempo. |           |                 |                  |                                                        |  |

| 9 de junho de 2019 | Santiago Morning | 1 – 1     | Palestino      | La Pintana, Santiago                                        |  |
| 15:30              | - Ortega 76'     | Relatório | - 43' Jorquera | Estádio: Municipal de La Pintana Árbitro: Ángelo Hermosilla |  |

#### Chave O13
| 8 de junho de 2019 | Deportes La Serena  | 1 – 0     | Universidad Católica | La Serena                                       |  |
| 20:00              | - Huerta 42' (o.g.) | Relatório |                      | Estádio: La Portada Árbitro: Francisco Gilabert |  |

| 9 de julho de 2019                                         | Universidad Católica | 2 – 1 (6–5 pen.)                                        | Deportes La Serena | Las Condes, Santiago                                      |  |
| 20:00                                                      | - Sáez 39', 65'      |                                                         | - 78' Ruiz         | Estádio: San Carlos de Apoquindo Árbitro: Felipe González |  |
|                                                            |                      | Penalidades                                             |                    |                                                           |  |
| - Aued - Buonanotte - Fuenzalida - Puch - Pinares - Dituro |                      | - Medel - Ruiz - Gómez - Hormazábal - J. Silva - Rivera |                    |                                                           |  |

#### Chave O14
| 9 de junho de 2019 | Deportes Valdivia | 0 – 0     | Universidad de Concepción | Valdivia                                           |  |
| 16:00              |                   | Relatório |                           | Estádio: Parque Municipal Árbitro: Patricio Blanca |  |

| 12 de junho de 2019                      | Universidad de Concepción | 1 – 1 (3–5 pen.)                       | Deportes Valdivia | Concepción                                    |  |
| 19:00                                    | - Orellana 77'            | Relatório                              | - 35' Vidangossy  | Estádio: Ester Roa Árbitro: Cristián Droguett |  |
|                                          |                           | Penalidades                            |                   |                                               |  |
| - Figueroa - Rolín - Orellana - Portillo |                           | - Pino - Opazo - Ibáñez - Jelves - Pol |                   |                                               |  |

#### Chave O15
| 9 de junho de 2019 | Unión San Felipe                  | 3 – 1     | Coquimbo Unido | Quillota                                                       |  |
| 15:00              | - Palacios 7' - Orellana 13', 39' | Relatório | - 49' Salas    | Estádio: Municipal Lucio Fariña Fernández Árbitro: José Cabero |  |

| 13 de junho de 2019 | Coquimbo Unido | 1 – 1     | Unión San Felipe | Coquimbo                                                               |  |
| 19:30               | - Zavala 72'   | Relatório | - 7' Cisterna    | Estádio: Municipal Francisco Sánchez Rumoroso Árbitro: Gustavo Ahumada |  |

#### Chave O16
| 9 de junho de 2019 | Ñublense | 0 – 1     | Curicó Unido     | Chillán                                                             |  |
| 15:30              |          | Relatório | - 47' Bustamante | Estádio: Municipal Nelson Oyarzún Arenas Árbitro: Cristián Droguett |  |

| 12 de junho de 2019                     | Curicó Unido | 1 – 2 (2–4 pen.)                     | Ñublense         | Curicó                                      |  |
| 19:30                                   | - Parra 33'  | Relatório                            | - 40', 46' Pérez | Estádio: La Granja Árbitro: Cristián Andaur |  |
|                                         |              | Penalidades                          |                  |                                             |  |
| - Bustamante - Cortés - Quiroga - Opazo |              | - Valdivia - Vargas - Corro - Molina |                  |                                             |  |

## Tabela até a final
|  | Oitavas de final | Oitavas de final     | Oitavas de final            | Oitavas de final      | Oitavas de final |       |                  | Quartas de final | Quartas de final | Quartas de final | Quartas de final | Quartas de final |  |   | Semifinais      | Semifinais | Semifinais | Semifinais | Semifinais |  |    | Finais               | Finais | Finais | Finais | Finais |
|  |                  |                      |                             |                       |                  |       |                  |                  |                  |                  |                  |                  |  |   |                 |            |            |            |            |  |    |                      |        |        |        |        |
|  | 6                | Audax Italiano       | 0                           | 1                     | 1                |       |                  |                  |                  |                  |                  |                  |  |   |                 |            |            |            |            |  |    |                      |        |        |        |        |
|  | 15               | Unión San Felipe     | 0                           | 0                     | 0                |       |                  |                  |                  |                  |                  |                  |  |   |                 |            |            |            |            |  |    |                      |        |        |        |        |
|  | 15               | Unión San Felipe     | 0                           | 0                     | 0                |       | 6                | Audax Italiano   | 0                | 1                | 1                |                  |  |   |                 |            |            |            |            |  |    |                      |        |        |        |        |
|  |                  |                      |                             |                       |                  |       | 6                | Audax Italiano   | 0                | 1                | 1                |                  |  |   |                 |            |            |            |            |  |    |                      |        |        |        |        |
|  |                  | 7                    | Unión Española              | 1                     | 2                | 3     |                  |                  |                  |                  |                  |                  |  |   |                 |            |            |            |            |  |    |                      |        |        |        |        |
|  | 7                | 7                    | Unión Española              | 1                     | 2                | 3     | Unión Española   | 0                | 2                | 2                |                  |                  |  |   |                 |            |            |            |            |  |    |                      |        |        |        |        |
|  | 7                |                      |                             |                       |                  |       | Unión Española   | 0                | 2                | 2                |                  |                  |  |   |                 |            |            |            |            |  |    |                      |        |        |        |        |
|  | 14               | Deportes Valdivia    | 0                           | 0                     | 0                |       |                  |                  |                  |                  |                  |                  |  |   |                 |            |            |            |            |  |    |                      |        |        |        |        |
|  | 14               | Deportes Valdivia    | 0                           | 0                     | 0                |       |                  |                  |                  |                  |                  |                  |  | 7 | Unión Española  |            |            | 0          |            |  |    |                      |        |        |        |        |
|  |                  |                      |                             |                       |                  |       |                  |                  |                  |                  |                  |                  |  | 7 | Unión Española  |            |            | 0          |            |  |    |                      |        |        |        |        |
|  |                  | 11                   | Universidad de Chile (W.O.) |                       |                  | 3     |                  |                  |                  |                  |                  |                  |  |   |                 |            |            |            |            |  |    |                      |        |        |        |        |
|  | 1                | 11                   | Universidad de Chile (W.O.) | Deportes Iquique      | 1                | 3     | 1                | 2                |                  |                  |                  |                  |  |   |                 |            |            |            |            |  |    |                      |        |        |        |        |
|  | 1                |                      |                             | Deportes Iquique      | 1                |       | 1                | 2                |                  |                  |                  |                  |  |   |                 |            |            |            |            |  |    |                      |        |        |        |        |
|  | 8                | Cobresal             | 1                           | 3                     | 4                |       |                  |                  |                  |                  |                  |                  |  |   |                 |            |            |            |            |  |    |                      |        |        |        |        |
|  | 8                | Cobresal             | 1                           | 3                     | 4                |       | 8                | Cobresal         | 3                | 1                | 4                |                  |  |   |                 |            |            |            |            |  |    |                      |        |        |        |        |
|  |                  |                      |                             |                       |                  |       | 8                | Cobresal         | 3                | 1                | 4                |                  |  |   |                 |            |            |            |            |  |    |                      |        |        |        |        |
|  |                  | 11                   | Universidad de Chile        | 1                     | 4                | 5     |                  |                  |                  |                  |                  |                  |  |   |                 |            |            |            |            |  |    |                      |        |        |        |        |
|  | 9                | 11                   | Universidad de Chile        | 1                     | 4                | 5     | Deportes Temuco  | 0                | 0                | 0                |                  |                  |  |   |                 |            |            |            |            |  |    |                      |        |        |        |        |
|  | 9                |                      |                             |                       |                  |       | Deportes Temuco  | 0                | 0                | 0                |                  |                  |  |   |                 |            |            |            |            |  |    |                      |        |        |        |        |
|  | 11               | Universidad de Chile | 1                           | 2                     | 3                |       |                  |                  |                  |                  |                  |                  |  |   |                 |            |            |            |            |  |    |                      |        |        |        |        |
|  | 11               | Universidad de Chile | 1                           | 2                     | 3                |       |                  |                  |                  |                  |                  |                  |  |   |                 |            |            |            |            |  | 11 | Universidad de Chile |        |        | 1      |        |
|  |                  |                      |                             |                       |                  |       |                  |                  |                  |                  |                  |                  |  |   |                 |            |            |            |            |  | 11 | Universidad de Chile |        |        | 1      |        |
|  |                  | 13                   | Colo-Colo                   |                       |                  | 2     |                  |                  |                  |                  |                  |                  |  |   |                 |            |            |            |            |  |    |                      |        |        |        |        |
|  | 2                | 13                   | Colo-Colo                   | Colo-Colo             | 3                | 2     | 3                | 6                |                  |                  |                  |                  |  |   |                 |            |            |            |            |  |    |                      |        |        |        |        |
|  | 2                |                      |                             | Colo-Colo             | 3                |       | 3                | 6                |                  |                  |                  |                  |  |   |                 |            |            |            |            |  |    |                      |        |        |        |        |
|  | 3                | Barnechea            | 0                           | 0                     | 0                |       |                  |                  |                  |                  |                  |                  |  |   |                 |            |            |            |            |  |    |                      |        |        |        |        |
|  | 3                | Barnechea            | 0                           | 0                     | 0                |       | 2                | Colo-Colo        | 2                | 2                | 4                |                  |  |   |                 |            |            |            |            |  |    |                      |        |        |        |        |
|  |                  |                      |                             |                       |                  |       | 2                | Colo-Colo        | 2                | 2                | 4                |                  |  |   |                 |            |            |            |            |  |    |                      |        |        |        |        |
|  |                  | 4                    | Everton                     | 1                     | 1                | 2     |                  |                  |                  |                  |                  |                  |  |   |                 |            |            |            |            |  |    |                      |        |        |        |        |
|  | 4                | 4                    | Everton                     | 1                     | 1                | 2     | Everton          | 1                | 1                | 2                |                  |                  |  |   |                 |            |            |            |            |  |    |                      |        |        |        |        |
|  | 4                |                      |                             |                       |                  |       | Everton          | 1                | 1                | 2                |                  |                  |  |   |                 |            |            |            |            |  |    |                      |        |        |        |        |
|  | 5                | O'Higgins            | 0                           | 1                     | 1                |       |                  |                  |                  |                  |                  |                  |  |   |                 |            |            |            |            |  |    |                      |        |        |        |        |
|  | 5                | O'Higgins            | 0                           | 1                     | 1                |       |                  |                  |                  |                  |                  |                  |  | 2 | Colo-Colo (pen) |            |            | 1 (4)      |            |  |    |                      |        |        |        |        |
|  |                  |                      |                             |                       |                  |       |                  |                  |                  |                  |                  |                  |  | 2 | Colo-Colo (pen) |            |            | 1 (4)      |            |  |    |                      |        |        |        |        |
|  |                  | 13                   | Universidad Católica        |                       |                  | 1 (2) |                  |                  |                  |                  |                  |                  |  |   |                 |            |            |            |            |  |    |                      |        |        |        |        |
|  | 10               | 13                   | Universidad Católica        | Unión La Calera (pen) | 1                | 1 (2) | 1                | 2 (5)            |                  |                  |                  |                  |  |   |                 |            |            |            |            |  |    |                      |        |        |        |        |
|  | 10               |                      |                             | Unión La Calera (pen) | 1                |       | 1                | 2 (5)            |                  |                  |                  |                  |  |   |                 |            |            |            |            |  |    |                      |        |        |        |        |
|  | 16               | Ñublense             | 1                           | 1                     | 2 (4)            |       |                  |                  |                  |                  |                  |                  |  |   |                 |            |            |            |            |  |    |                      |        |        |        |        |
|  | 16               | Ñublense             | 1                           | 1                     | 2 (4)            |       | 10               | Unión La Calera  | 2                | 0                | 2                |                  |  |   |                 |            |            |            |            |  |    |                      |        |        |        |        |
|  |                  |                      |                             |                       |                  |       | 10               | Unión La Calera  | 2                | 0                | 2                |                  |  |   |                 |            |            |            |            |  |    |                      |        |        |        |        |
|  |                  | 13                   | Universidad Católica        | 1                     | 2                | 3     |                  |                  |                  |                  |                  |                  |  |   |                 |            |            |            |            |  |    |                      |        |        |        |        |
|  | 12               | 13                   | Universidad Católica        | 1                     | 2                | 3     | Santiago Morning | 0                | 1                | 1                |                  |                  |  |   |                 |            |            |            |            |  |    |                      |        |        |        |        |
|  | 12               |                      |                             |                       |                  |       | Santiago Morning | 0                | 1                | 1                |                  |                  |  |   |                 |            |            |            |            |  |    |                      |        |        |        |        |
|  | 13               | Universidad Católica | 2                           | 3                     | 5                |       |                  |                  |                  |                  |                  |                  |  |   |                 |            |            |            |            |  |    |                      |        |        |        |        |

## Fase final

### Oitavas de final

#### Sorteio
A partir desta fase, as 16 (dezesseis) equipes classificadas da fase anterior serão numeradas de 1 (um) a 16 (dezesseis) através de sorteio. O clube com a numeração maior, terá o manda de campo do jogo de volta. O sorteio para as oitavas de final e as fases seguintes foi realizado em 14 de junho de 2019.  Os jogos de ida ocorreram em 13, 14 e 16 de julho de 2019; as partidas de volta, ocorreram em 20 e 21 de julho, 7 de agosto e teremos uma em 4 de setembro de 2019.

#### Chave C1
| 14 de julho de 2019 | Deportes Temuco | 0 – 1     | Universidad de Chile | Temuco                                                      |  |
| 15:30               |                 | Relatório | - 38' Rodríguez      | Estádio: Municipal Germán Becker Árbitro: Ángelo Hermosilla |  |

| 20 de julho de 2019 | Universidad de Chile | 2 – 0     | Deportes Temuco | Ñuñoa, Santiago                                                   |  |
| 15:00               | - Guerra 9', 67'     | Relatório |                 | Estádio: Nacional Julio Martínez Prádanos Árbitro: Cristián Garay |  |

#### Chave C2
| 14 de julho de 2019 | Deportes Iquique | 1 – 1     | Cobresal      | Iquique                                                |  |
| 12:00               | - Barbieri 59'   | Relatório | - 34' Reynero | Estádio: Municipal de Cavancha Árbitro: Nicolás Gamboa |  |

| 20 de julho de 2019 | Cobresal                                | 3 – 1     | Deportes Iquique | El Salvador                                  |  |
| 15:00               | - Muñoz 11' - Reynero 45' - Bugueño 66' | Relatório | - 27' Fernández  | Estádio: El Cobre Árbitro: Cristián Droguett |  |

#### Chave C3
| 13 de julho de 2019 | Unión Española | 0 – 0     | Deportes Valdivia | Independencia, Santiago                       |  |
| 17:30               |                | Relatório |                   | Estádio: Santa Laura Árbitro: Cristian Andaur |  |

| 4 de setembro de 2019 | Deportes Valdivia | 0 – 2 | Unión Española | Valdivia                                              |  |
| 19:00 |                   |       |                | Estádio: Parque Municipal Árbitro: Francisco Gilabert |  |
| Nota: O jogo foi originalmente marcado para 20 de junho às 16h, mas foi suspenso por causa do mau tempo e do mau estado do campo no Estádio Parque Municipal. Foi remarcado para 4 de setembro às 19:00. |                   |       |                |                                                       |  |

#### Chave C4
| 13 de julho de 2019 | Audax Italiano | 0 – 0     | Unión San Felipe | La Florida, Santiago                                        |  |
| 20:00               |                | Relatório |                  | Estádio: Bicentenario de La Florida Árbitro: Fabián Aracena |  |

| 20 de julho de 2019 | Unión San Felipe | 0 – 1     | Audax Italiano | San Felipe                                          |  |
| 12:30               |                  | Relatório | - 23' Torres   | Estádio: Municipal de San Felipe Árbitro: Juan Lara |  |

#### Chave C5
| 14 de julho de 2019 | Colo-Colo             | 3 – 0     | Barnechea | Macul, Santiago                                            |  |
| 20:00               | - Costa 33', 56', 70' | Relatório |           | Estádio: Monumental David Arellano Árbitro: Julio Bascuñán |  |

| 21 de julho de 2019 | Barnechea | 0 – 3     | Colo-Colo                                      | Ñuñoa, Santiago                                                |  |
| 12:00               |           | Relatório | - 29' Parraguez - 70' Villanueva - 83' Morales | Estádio: Nacional Julio Martínez Prádanos Árbitro: José Cabero |  |

#### Chave C6
| 13 de julho de 2019 | Everton       | 1 – 0     | O'Higgins | Viña del Mar                               |  |
| 17:30               | - Freitas 66' | Relatório |           | Estádio: Sausalito Árbitro: Cristian Garay |  |

| 20 de julho de 2019 | O'Higgins   | 1 – 1     | Everton       | Rancagua                                     |  |
| 17:30               | - López 43' | Relatório | - 56' Ceratto | Estádio: El Teniente Árbitro: Eduardo Gamboa |  |

#### Chave C7
| 14 de julho de 2019 | Unión La Calera | 1 – 1     | Ñublense    | La Calera                                                         |  |
| 17:30               | - Larrondo 67'  | Relatório | - 63' Pérez | Estádio: Municipal Nicolás Chahuán Nazar Árbitro: Felipe González |  |

| 21 de julho de 2019                          | Ñublense    | 1 – 1 (4–5 pen.)                              | Unión La Calera | Chillán                                                         |  |
| 15:00                                        | - Acuña 81' | Relatório                                     | - 42' Rojas     | Estádio: Municipal Nelson Oyarzún Arenas Árbitro: Roberto Tobar |  |
|                                              |             | Penalidades                                   |                 |                                                                 |  |
| - Valdivia - Vargas - Faúndez - Díaz - Pinto |             | - Alvarado - Cáceres - Isnaldo - Leyton - Bou |                 |                                                                 |  |

#### Chave C8
| 16 de julho de 2019 | Santiago Morning | 0 – 2     | Universidad Católica          | Ñuñoa, Santiago                                               |  |
| 16:00               |                  | Relatório | - 85' Kuscevic - 90+4' Huerta | Estádio: Nacional Julio Martínez Prádanos Árbitro: Piero Maza |  |

| 7 de agosto de 2019 | Universidad Católica                      | 3 – 1     | Santiago Morning | Las Condes, Santiago                                        |  |
| 20:00 | - Vargas 3' - Sáez 85' - Buonanotte 90+1' | Relatório | - 22' Gómez      | Estádio: San Carlos de Apoquindo Árbitro: Ángelo Hermosilla |  |
| Nota: A partida foi originalmente marcada para 21 de junho às 18h30 (horário local), mas foi suspensa devido ao mau tempo e ao mau estado do campo no estádio San Carlos de Apoquindo. Foi remarcado para 7 de agosto às 20:00. |                                           |           |                  |                                                             |  |

### Quartas de final
Os 8 (oito) vencedores das oitavas, formaram 4 (quatro) cruzamentos de acordo com a tabela já sorteada na fase anterior, com partidas de ida e volta, sendo a primeira partida na casa da equipe com a menor numeração, de acordo com o sorteio realizado na fase anterior. As partidas de ida das quartas de final foram disputadas em 7 e 8 de setembro de 2019, e as partidas de volta em 11 e 12 de outubro de 2019. Os vencedores destas quatro chaves avançaram às semifinais.

#### Chave S1
| 7 de setembro de 2019 | Cobresal                          | 3 – 1     | Universidad de Chile | El Salvador                                  |  |
| 15:00                 | - Villagra 12', 50' - Reynero 35' | Relatório | - Riquelme 19'       | Estádio: El Cobre Árbitro: Ángelo Hermosilla |  |

| 11 de outubro de 2019 | Universidad de Chile                                        | 4 – 1     | Cobresal     | Ñuñoa, Santiago                                              |  |
| 20:00                 | - Benegas 9' - Henríquez 36' - Rodríguez 83' - Riquelme 89' | Relatório | - Cañete 70' | Estádio: Nacional Julio Martínez Prádanos Árbitro: Juan Lara |  |

#### Chave S2
| 8 de setembro de 2019 | Audax Italiano | 0 – 1     | Unión Española | La Florida, Santiago                                         |  |
| 17:30                 |                | Relatório | - Aránguiz 25' | Estádio: Bicentenario de La Florida Árbitro: Christian Rojas |  |

| 12 de outubro de 2019 | Unión Española             | 2 – 1     | Audax Italiano | Independencia, Santiago                      |  |
| 17:30                 | - Galdames 25' - Arace 70' | Relatório | - Holgado 45'  | Estádio: Santa Laura Árbitro: Julio Bascuñán |  |

#### Chave S3
| 7 de setembro de 2019 | Colo-Colo                                   | 2 – 1     | Everton         | Macul, Santiago                                             |  |
| 17:30                 | - Paredes 60' (pen.) - Velásquez 73' (g.c.) | Relatório | - Sánchez 45+3' | Estádio: Monumental David Arellano Árbitro: Felipe González |  |

| 12 de outubro de 2019 | Everton       | 1–2       | Colo-Colo                                 | Viña del Mar                                |  |
| 15:00                 | - Ceratto 26' | Relatório | - Villanueva 55' - Parraguez 90+6' (pen.) | Estádio: Sausalito Árbitro: Christian Rojas |  |

#### Chave S4
| 8 de setembro de 2019 | Unión La Calera          | 2 – 1     | Universidad Católica | La Calera                                                         |  |
| 15:00                 | - Leiva 1' - Larrondo 8' | Relatório | - Sáez 38'           | Estádio: Municipal Nicolás Chahuán Nazar Árbitro: César Deischler |  |

| 12 de outubro de 2019 | Universidad Católica         | 2 – 0     | Unión La Calera | Las Condes, Santiago                                    |  |
| 20:15                 | - Aued 38' (pen.) - Puch 87' | Relatório |                 | Estádio: San Carlos de Apoquindo Árbitro: Roberto Tobar |  |

### Semifinais

#### Chave F1
| 18 de janeiro de 2020 | Unión Española | 0 – 3 (W.O.) | Universidad de Chile | La Serena                              |  |
| 20:30                 |                | Relatório    |                      | Estádio: La Portada Árbitro: a definir |  |

#### Chave F2
| 18 de janeiro de 2020                      | Colo-Colo                | 1 – 1 (4 – 2 pen.)            | Universidad Católica | Temuco                                    |  |
| 18:00                                      | Leo Valencia 90+4' (pen) | Relatório                     | 71' (pen) Aued       | Estádio: Germán Becker Árbitro: a definir |  |
|                                            |                          | Penalidades                   |                      |                                           |  |
| Fernández Barroso Insaurralde Leo Valencia |                          | Fuenzalida Zampedri Aued Puch |                      |                                           |  |

### Final
| 22 de janeiro de 2020 | Colo-Colo                   | 2 − 1     | Universidad de Chile | Temuco                                         |  |
| 18:30                 | Bolados 28' · Parraguez 31' | Relatório | 90+5' Rodríguez      | Estádio: Germán Becker Árbitro: Julio Bascuñán |  |

## Premiação
| Copa do Chile de 2019          |
| ------------------------------ |
| Colo-Colo Campeão (12º título) |

## Artilharia
- Dados até 12 de outubro de 2019.[15]

| Gols | Jogador          | Time                  |
| ---- | ---------------- | --------------------- |
| 4    | Javier Parraguez | Colo-Colo             |
| 4    | Óscar Ortega     | Santiago Morning      |
| 3    | Felipe Reynero   | Cobresal              |
| 3    | Gabriel Costa    | Colo-Colo             |
| 3    | Matías Donoso    | Deportes Iquique      |
| 3    | Ignacio Lemmo    | Deportes Puerto Montt |
| 3    | Sebastián Pérez  | Ñublense              |
| 3    | José Luis Muñoz  | O'Higgins             |
| 3    | Renato Tarifeño  | Palestino             |
| 3    | Enzo Gutiérrez   | Santiago Wanderers    |
| 3    | Walter Bou       | Unión La Calera       |